# Hedysarum membranaceum
Hedysarum membranaceum là một loài thực vật có hoa trong họ Đậu. Loài này được Coss. & Balansa miêu tả khoa học đầu tiên.